# Kopno
Kopno zajema kopne (suhe) dele zemeljskega površja (celine in otoki); nasprotje so vodne površine (morja, jezera). Kopno zajema približno 30 % Zemlje.
Površina kopno znaša 148,9 milijona kvadratnih kilometrov, kar znaša 29,2 %. Morske in kopne površine so na severni in južni polobli neenakomerno razporejene. Na južni polobli je le 19 % kopnih in 81 % morskih površin, na severni pa je 39 % kopnih in 61 % morskih površin. Največ kopnih površin severne poloble je v zmernih geografskih širinah.